# 大黒摩季 BEST HITS
『大黒摩季 BEST HITS』（おおぐろ まき ベスト・ヒッツ）は、株式会社トレドの企画によりビーイング側が発売した大黒摩季の非公式アルバムで「BEST HITS」シリーズのひとつ。このアルバムは通常のCD流通ルートではなく、主に全国の高速道路内売店向けに出荷されている。

## 内容
- 本作は『BACK BEATs ＃2〜Maki Ohguro&Staff Works〜』『BEST OF BEST 1000 大黒摩季』と同様、作詞クレジットに「ビーイングスタッフ」と付記されている。
- 13曲目に収録されている「MERCY MERCY ME」は、「Royal Straight Soul III Vol.2」（Various Artists）に収録された洋楽カヴァーで、本作で初めて大黒名義のアルバムに収録された。

## 収録曲
1. ら・ら・ら
2. 夏が来る
3. DA・KA・RA
4. 夢なら醒めてよ
5. あなただけ見つめてる
6. 太陽の国へ行こうよ すぐに〜空飛ぶ夢に乗って〜
7. あぁ
8. いちばん近くにいてね
9. 永遠の夢に向かって
10. 愛してます
11. アンバランス
12. CRUSIN'
13. MERCY MERCY ME
14. WHITE CHRISTMAS

作詞
大黒摩季 (1 - 11) 、S.Robinson・M.Tarplin (12)、Marvin Gaye(13)、Irving Berlin(14)
作曲
大黒摩季 (1 - 5, 7 - 11) 、大野愛果 (6) 、S.Robinson・M.Tarplin (12)、Marvin Gaye(13)、Irving Berlin(14)
編曲
葉山たけし (1 - 11) 、明石昌夫 (12)、中村"キタロウ"幸司（13）、寺島良一（14）